# 순수 행동
순수 행동(actus purus, pure actuality)이란 스콜라 철학에서 하나님의 절대적 완정성을 말한다. 창조된 피조물들은 실재가 아닌 불완전성과 완전성이 아닌 잠재적 존재이다. 오직 하나님만이 무한한 실재이시며 무한한 완전하신 분이시다. 출애굽기 3장 14절에서 "나는 스스로 있는자"라고 하셨다. 그의 속성과 그의 행동은 그의 본질과 동일시 되며, 그의 본질은 필연성과 동일시 된다.

## 같이 보기
- Actual Idealism
- Actus Essendi
- Hyperuranion
- 토미즘
- Avicennism

## 참고 문헌
- 본 문서에는 현재 퍼블릭 도메인에 속한 1913년 가톨릭 백과사전의 내용을 기초로 작성된 내용이 포함되어 있습니다.